# Domfil
Domfil ist der Name von sehr bekannten Briefmarkenkatalogen aus Spanien. 
Die Briefmarkenkataloge von Domfil erschienen erstmals im Jahr 1988. Das Unternehmen nannte sich damals Filatelia Domfil. Zehn Jahre später wurde das Unternehmen Teil der Afinsa-Gruppe und wurde unter dem Namen Domfil Catálogos temáticos internacionales S.L. fortgeführt. Seitdem wird der Themenkreis der Domfil-Briefmarkenkataloge ständig erweitert.
Heute erscheinen die Briefmarkenkataloge von Domfil zweisprachig in Englisch und Spanisch in Farbe. Sie beschäftigen sich hauptsächlich mit bestimmten Motiven auf Briefmarken. So gibt es eigene Briefmarkenkataloge von Domfil für Sportmotive, Hunde auf Briefmarken, Schachmotive und Ähnliches. Neben diesen Motiv-Katalogen werden nur wenig Briefmarkenkataloge für einzelne Länder hergestellt. Neben den kleinen Sammelgebieten wie Gibraltar, Liechtenstein und Monaco erscheinen Domfil-Kataloge weiters nur für Belgien, die Niederlande und Schweden.
Domfil stellt jedoch nicht nur Briefmarkenkataloge her. Es werden außerdem zu seinen Katalogen passende Vordruckalben produziert.